# Hedwig Dietzi-Bion
Hedwig Dietzi-Bion (* 30. Juli 1867 in Bern; † 3. Mai 1940 in Thun) war eine Schweizer Schriftstellerin und Malerin.

## Leben und Werk
Hedwig Bion war die Tochter des Carl Theodor Bion von St. Gallen. Im Berner Lehrerseminar wurde sie von Carl Spitteler und Joseph Victor Widmann unterrichtet und gefördert. Anschliessend war sie mehrere Jahre als Erzieherin in England tätig. In die Schweiz zurückgekehrt, publizierte sie Gedichte, Reiseskizzen und ab 1898 zahlreiche Theaterstücke, die zum Teil mehrfach aufgelegt wurden. 1892 heiratete sie den Zahnarzt Ferdinand Dietzi. Als Malerin schuf sie Landschafts- und Figurenaquarelle und war als Delegierte des Heimatschutzes tätig.